# Cleve Moler
Cleve Barry Moler (né le 17 août 1939 à Salt Lake City, Utah) est un mathématicien et informaticien américain qui travaille notamment en algèbre linéaire numérique. Il a participé au développement de LINPACK et EISPACK et est le développeur de MATLAB.

## Biographie
Cleve Moler étudie au California Institute of Technology (bachelor en 1961) et obtient en 1965 à l'université Stanford un doctorat sous la direction de à George E. Forsythe (Finite Difference Methods for the Eigenvalues of Laplace s Opérateur). Il est ensuite instructeur en informatique à Stanford puis séjourne en 1965-1966 en tant que post-doctorant à l'École polytechnique fédérale de Zurich. En 1966, il est nommé professeur assistant, puis professeur associé à l'université du Michigan, en 1970-1971 il est visiting associate professor à l'université Stanford, à partir de 1972 associated professeur et, à partir de 1974, professeur à l'université du Nouveau-Mexique. De 1980 à 1984, il y dirige la faculté d'informatique.
Moler est coauteur des bibliothèques de programmes EISPACK et LINPACK en Fortran développées dans les années 1970 au Laboratoire national d'Argonne. Pour faciliter l'accès à ces bibliothèques aux étudiants à l'université de Mexico sans utilisation de Fortran, il développe MATLAB. En 1984, il fonde, avec Jack Little et Steve Bangert, la société The MathWorks pour la commercialisation de MATLAB. Depuis 1996, il est directeur scientifique et président de Mathworks à Natick (Massachusetts). Auparavant, il était de 1984 à 1996, manager chez Intel Scientific Computing. Il a également travaillé pour la société Ardent Computer Corporation. Parmi ses doctorants, il y a  Jack Dongarra et Charles Van Loan (en).
Moler est fellow de l'Association for Computing Machinery, membre de la Académie nationale d'ingénierie des États-Unis (1997) et a été vice-président et, de 2007 à 2009, président de la SIAM. Il est docteur honoris causa de l'université de Linköping, de l'université de Waterloo (2001) et de l'université technique du Danemark (2004). En 2014 lui est attribuée la médaille John von Neumann. En 2010, il a reçu le prix Hans-Schneider.

## Publications
- George E. Forsythe, Michael A. Malcolm et Cleve Moler, Computer methods for mathematical computations, Englewood Cliffs, N.J., Prentice-Hall, coll. « Prentice-Hall Series in Automatic Computation », 1977
- Numerical computing with MATLAB, SIAM 2004
- Cleve B. Moler, Numerical Computing with MATLAB, Society for Industrial and Applied Mathematics, 2004 (ISBN 978-0-89871-560-6, lire en ligne).